# THE BEST OF スチャダラパー 1990〜2010
『THE BEST OF スチャダラパー 1990〜2010』（ザ・ベスト・オブ - ） は、スチャダラパーのベスト・アルバム。2010年2月24日にリリース。

## 解説
デビュー20周年を記念して発売。過去所属レコード会社の枠を超えて幅広く選曲された、初のオールタイム・ベスト・アルバム。新曲含む全33曲収録。

## 収録曲
全作詞・作曲:光嶋誠・松本洋介・松本真介（特記以外）

### DISC.1
1. スチャダラパーのテーマ Pt.2
  - 作詞:光嶋誠・松本真介　作曲:工藤昌之・高木完
2. スチャダランゲージ 〜質問：アレは何だ?〜
  - 作曲:工藤昌之・高木完
3. ゲームボーイズ
  - ゲスト出演:THE CARTOONS
4. あんた誰?
  - 作曲:工藤昌之・高木完　ゲスト出演:谷啓
5. 彼方からの手紙
6. 後者 -THE LATTER-
7. ついてる男'94春
8. 今夜はブギー・バック (smooth rap) スチャダラパー feat. 小沢健二
  - 作詞・作曲:小沢健二・光嶋誠・松本洋介・松本真介
9. コロコロなるまま（年男登生MIX） feat.佐波圭百
10. ノーベルやんちゃDE賞
  - ゲスト出演:ロボ宙・佐波圭百(A.K.A.OMOROMAN)
11. B-BOYブンガク
12. サマージャム'95
13. ドゥビドゥWhat?
  - コーラス:ジゴロ7+OMOROMAN
14. アクア フレッシュ
15. MR.オータム
16. 大人になっても
  - ウッドベース:TAKAYOSHI MATSUNAGA　コーラス:ロボ宙

### DISC.2
1. MORE FUN-KEY-WORD feat. ロボ宙
  - 作詞:光嶋誠・松本洋介・松本真介・ロボ宙
2. 4ch FUNK feat. NORIYOSHI SASANUMA (SLY MONGOOSE)
  - 作曲:光嶋誠・松本洋介・松本真介・笹沼位吉
3. CHECK THE WORD
4. アーバン文法
5. エムシー
6. ドリジナルコンセプト
7. T2RP
8. LET IT FLOW AGAIN feat. ロボ宙
  - 作詞:光嶋誠・松本洋介・松本真介・ロボ宙
9. FUN-KEY4-1
10. Shadows Of The Empire
11. DISCO SYSTEM
12. ジャカジャ〜ン
  - ギター： SHINYA KOGURE
  - ベース: NORIYOSHI SASANUMA (SLY MONGOOSE)
13. ソング オブ ザ ヒル
14. ライツカメラアクション
  - 作曲:光嶋誠・松本洋介・松本真介・塚本功
  - ギター:ISAO TSUKAMOTO (SLY MONGOOSE)
  - キーボード: KOJI MATSUDA (SLY MONGOOSE)
15. Good Old Future
16. Hey! Hey! Alright スチャダラパー+木村カエラ
  - 作詞:光嶋誠・松本洋介・松本真介・木村カエラ
  - 作曲:光嶋誠・松本洋介・松本真介・小暮晋也
  - ギター: SHINYA KOGURE
17. NEVER ENDING BEATS スチャダラパー feat. TOKYO No.1 SOUL SET
  - 作詞・作曲:光嶋誠・松本洋介・松本真介・TOKYO No.1 SOUL SET